# João Alves (bispo)
João Alves (13 de dezembro de 1925 - 28 de junho de 2013) foi um bispo católico português.
Alves nasceu a 13 de dezembro de 1925 em Torres Novas.
Ordenado em 1951, Alves foi nomeado bispo em 1975. Em 1976, foi nomeado bispo da Diocese Católica Romana de Coimbra e aposentou-se em 2001.
Alves faleceu a 28 de junho de 2013, com 87 anos, em Coimbra.